# Cancionero de Ripoll

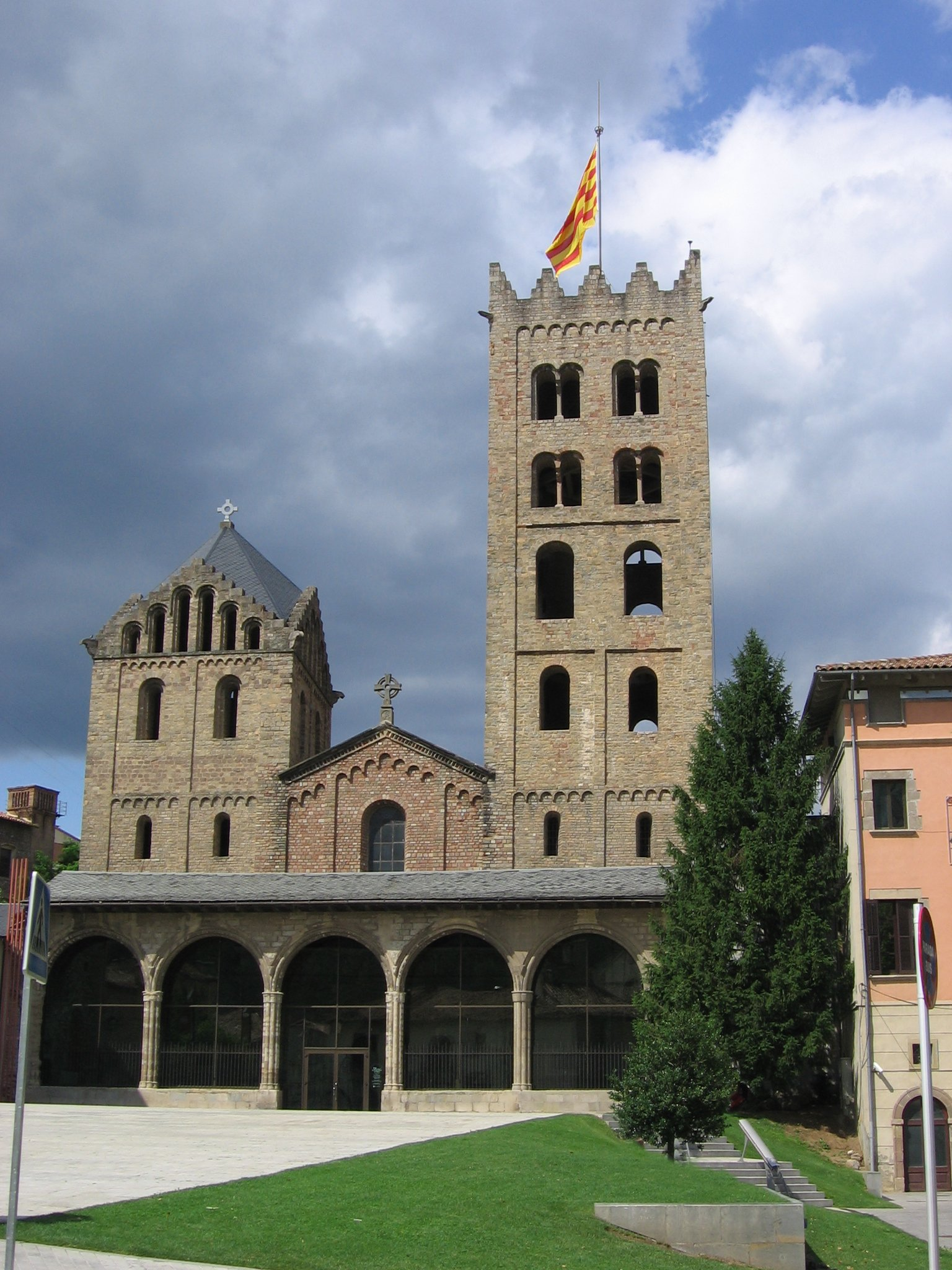
Monasterio de Ripoll, en la actualidad

El Cancionero de Ripoll (en catalán: Cançoneret de Ripoll; en latín: Carmina Rivipullensia, Carmina Riulpullensa) es un breve cancionero goliardo fechado a mediados del siglo XIV con composiciones en catalán y occitano. Actualmente se encuentra en el Archivo General de la Corona de Aragón (manuscrito 129 de Ripoll).

## Origen
El origen del manuscrito ha sido controvertido. Un argumento a favor de su procedencia de la misma comunidad monástica de Ripoll, donde el manuscrito fue el registro más antiguo de su biblioteca antes de ser trasladado a Barcelona, incluye el uso del latín encabezando la introducción de algunos poemas y la abundancia de autores eclesiásticos citados. Por otra parte, algunos historiadores de la literatura, como Martín de Riquer, han apuntado un origen "aristocrático" o "cortesano" basándose en las referencias a Pedro, conde de Ribagorza, a personas y lugares del Condado de Rosellón y al rey de Mallorca y la evidencia de la influencia goliárdica.

### Datación
Se considera escrita a mediados del siglo XIV, o en todo caso después del 1346, cuando Pedro III el Ceremonioso organizó un encuentro poético, que es mencionado en el propio cancionero. Esta datación, procedente de Martín de Riquer no ha sido cuestionada, pues Lola Badia lo sitúa antes del 1320. Influido por Cerverí de Gerona, el cancionero y el movimiento que lo inspiró se consideran elementos de transición entre la época de los trovadores y la nueva lírica que representa Ausiàs March.

### Descubrimiento
Al igual que con los Carmina Burana, cayeron en el olvido y su redescubrimiento fue tardío y está ligado a los procesos de desamortización de la iglesia: Los veinte poemas que componen este carmina fueron insertados de forma clandestina en el denominado manuscrito 74 del fondo del monasterio de Ripoll, manuscrito que fue conservado de forma casi milagrosa gracias al archivero Pròsper de Bofarull, un bibliotecario del Archivo de la Corona de Aragón quien, con la excusa de hacer con ellos un inventario, retuvo en el archivo de Barcelona algunos códices, salvándolos de la quema que sufrió el propio monasterio a raíz de la desamortización de 1835. Sin embargo, al tratarse de un glosario en pergamino que nada hacia pensar que incluyera composiciones de carácter erótico o amoroso estas no se descubrieron hasta cien años después, en 1923 cuando Luis Nicolau d'Olwer reparara en los poemas eróticos y publicara una traducción.

## Descripción
El cancionero contiene una versión de las Reglas de encontrar de Jofre de Foixà, con una continuación anónima sin título, que se relaciona sobre todo en el género y la forma poéticos. Dieciocho poemas enteros y un fragmento conforman la parte gramatical de la obra. Todos los poetas citados son catalanes, pero solo cinco o seis son llamados por su nombre. La clasificación genérica del cancionero lo situaría junto a la Doctrina de componer dictados, posiblemente obra de Raimon Vidal y entre las producciones del Consistori de la subregaya Companhia del Gai Saber, como la obra Leys de amores.
Se reconoce en el cancionero los siguientes géneros: la canción, la tida, el sirventés, las coblas de acuyndamens, las coblas de cuestiones, el hacia, la danza, la desdança y la viadera. El cancionero confirma que el verso era simplemente una canción de materia toda moral y que la viadera era "la pus jusana spècies qui és en los cantàs" (el género más humilde de canción que hay). La distinción entre las coblas, con cambios de estrofa entre los trovadores, como las de acuyndamens y de cuestiones es única en el cancionero. Las coblas de acuyndamens rompen vínculos de vasallaje, de amor o de fidelidad.
Entre los trovadores citados en la obra están Guillem de Cabestany, Raimbaut de Vaqueiras, Arnaut Daniel, Peire Cardenal y Fulco de Marsella (aunque la referencia es errónea, el poeta podría ser Pons Fabre de Uzès). Entre los llamados "poetas catalanes" se han preservado algunas piezas de Dalmau de Castellnou, Pedro Alamany y el Capellán de Bolquera. El encabezamiento de otra pieza de Pedro de Vilademany, Del orden Suy de noble infante don Pedro, también es mencionado en la obra. Hay asimismo varios autores no identificados de piezas del cancionero: un "poeta anónimo", un "fraile", "dos frailes", una "monja", un "frayr'Uguó, prior", un "Francisco" y un "arcipreste".